# Stryków (Mazovie)
Pour les articles homonymes, voir Stryków (homonymie).
Stryków (prononciation : [ˈstrɨkuf]) est un village polonais de la gmina de Mogielnica dans le powiat de Grójec de la voïvodie de Mazovie dans le centre-est de la Pologne.
Il se situe à environ 3 kilomètres au sud de Mogielnica (siège de la gmina), 25 kilomètres au sud-ouest de Grójec (siège du powiat) et à 65 kilomètres au sud de Varsovie (capitale de la Pologne).
Le village possède approximativement une population de 130 habitants.

## Histoire
De 1975 à 1998, le village appartenait administrativement à la voïvodie de Radom.